# ديفيد بيكهام
السير ديفيد بيكهام (بالإنجليزية: Sir David Beckham) (مواليد 2 مايو 1975) لاعب كرة قدم إنجليزي سابق والرئيس والمالك الحالي لنادي إنتر ميامي الأمريكي و المالك الشريك لنادي سالفورد سيتي الإنجليزي. اشتهر بيكهام الذي يلعب في المقام الأول كوسط ميدان وفي بعض الأحيان كجناح أيمن ببراعته في التمرير وقوة تسديداته ودقة ركلاته الحرة، ويعتبر من أعظم لاعبي الوسط وأكثرهم شهرة في جيله. لعب في أندية ريال مدريد الإسباني بعد أن انتقل إليه قادمًا من مانشستر يونايتد الإنجليزي، ولعب في نادي لوس أنجلوس جلاكسي وقام النادي بإعارته إلى نادي إيه سي ميلان عامي 2009 و2010 وفي 2013 إنتقل إلى باريس سان جيرمان لـ6 أشهر حتى أعلن إعتزاله نهاية الموسم. فاز بـ 19 لقبًا في مسيرته، وهو أول لاعب إنجليزي يفوز بألقاب الدوري في أربع دول مختلفة إنجلترا وإسبانيا والولايات المتحدة الأمريكية وفرنسا، كما حصل على العديد من الجوائز الفردية كلاعب بما في ذلك حصوله على افضل لاعب في اوروبا وافضل لاعب خط وسط في اوروبا سنة 1999 وافضل لاعب انجليزي سنة 2003 كما تحصل على المركز الثاني في جائزة افضل لاعب في العالم عامي 1999 و 2001 وجاء في المركز الثاني في جائزة الكرة الذهبية سنة 1999. وُصِف في 2002 بأنه أكثر رجل (ميترو سيكشوال) في العالم.

## النشأة
ولد ديفيد روبيرت جوزيف بيكهام في 2 مايو 1975 بمدينة ليتونسون شرق لندن وهو المكان الذي نشأ وتربى فيه مع عائلته. حصل على الاسم الأوسط روبرت تكريما لبوبي تشارلتون الاعب المفضل لدى والده. كان والدا بيكهام من مشجعي مانشستر يونايتد، حيث سافرا كثيرًا لمسافة 320 كلم من لندن إلى ملعب أولد ترافورد لحضور مباريات الفريق على أرضه . ورث ديفيد حب والديه لنادي مانشستر يونايتد، فالتحق بإحدى مدارس بوبي تشارلتون لكرة القدم في مانشستر وهناك تألق حيث أُتيحت له الفرصة للسفر إلى برشلونة والمشاركة في حصة تدريبية مع نادي برشلونة وذلك كجزء من مسابقة للمواهب. خضع بعدها بيكهام لاختبارات مع ليتون أورينت ونورويتش سيتي ودخل مدرسة توتنهام هوتسبير للتميز. خلال فترة عامين لعب فيها بيكهام مع فريق شباب بريمسداون روفرز، تم اختياره كأفضل لاعب تحت 15 عامًا في عام 1990.

## مسيرته مع الأندية

### (2003-1991) مانشستر يونايتد
بعد أن وقع لمانشستر يونايتد في 8 يوليو 1991، كان بيكهام جزءًا من مجموعة من اللاعبين الشباب رفقة رايان غيغز، غاري نيفيل، وبول سكولز، وساعدوا النادي في الفوز بكأس الاتحاد للشباب في مايو 1992. بفضل تألقه، حصل بيكهام على فرصة الظهور لأول مرة مع الفريق الأول يوم 23 سبتمبر 1992، حيث دخل كبديل لأندريه كانشيلسكيس في مباراة كأس الرابطة الانجليزية ضد برايتون و بعد فترة وجيزة، وقع بيكهام عقدا احترافيا مع النادي في 23 يناير 1993.
في سبتمبر 1994، شارك بيكهام في أول مباراة له مع الفريق الأول ضد نادي بورت فايل في مباراة بكأس الرابطة الانجليزية. وفي 7 ديسمبر 1994 ظهر لأول مرة في دوري أبطال أوروبا، وسجل هدفًا في فوز فريقه 4-0 على أرضه أمام غلطة سراي في المباراة الأخيرة من دور المجموعات. ومع ذلك، على الرغم من الفوز، احتل الفريق المركز الثالث من أصل أربعة في مجموعته، خلف برشلونة.
أثبت بيكهام مكانه بسرعة كجناح أيمن لمانشستر يونايتد وساعدهم على الفوز بالدوري الممتاز وكأس الاتحاد الإنجليزي في ذلك الموسم ، حيث سجل هدف الفوز في نصف النهائي ضد تشيلسي وكذلك قدم الركنية التي سجل منها إريك كانتونا في نهائي كأس الاتحاد الإنجليزي. على الرغم من اللعب بانتظام وبمستوى عالٍ مع مانشستر يونايتد، إلا أن بيكهام لم يستدعى الى قائمة منتخب إنجلترا المشاركة في يورو 1996.
وفي بداية موسم 1996-1997، حصل بيكهام على القميص رقم 10 الذي كان يرتديه مارك هيوز. في المباراة الاولى لهذا الموسم سجل هدفه الايقوني ضد ويمبلدون من منتصف الملعب، واحتفل بالهدف بطريقة مميزة حيث رفع ذراعيه وابتعد يمشي مبتسمًا بدلاً من الركض كما يفعل عادة وتم تصنيفه كأفضل هدف في افتتاحية الدوري الممتاز على االإطلاق. فاز هذا الموسم بجائزة أفضل لاعب شاب حيث ساهم في احتفاظهم بلقب الدوري الممتاز.
في موسم 1997-1998، ورث بيكهام القميص رقم 7 ، وهو رقم ارتداه سابقًا اساطير في المان يونايتد مثل جورج بست وإريك كانتونا. ساهم بيكهام ب 22 هدفا في الدوري برصيد 13 تمريرة حاسمة و 9 أهداف.
في موسم 1999 ، كان بيكهام جزءًا من فريق المان يونايتد الذي فاز بالثلاثية التاريخية (الدوري الممتاز وكأس الاتحاد الإنجليزي ودوري أبطال أوروبا) ، وللفوز بلقب الدوري الممتاز ، احتاج اليونايتد إلى الانتصار بمباراة الدوري الأخيرة لهم ضد توتنهام، سجل بيكهام هدف التعادل بتسديدة ملتفة و فاز اليونايتد ب 2-1 و ظفرو باللقب.
لعب بيكهام في مركز وسط ملعب دفاعي في نهائي دوري أبطال أوروبا 1999 بسبب إيقاف بول سكولز وروي كين عن المباراة. جاء هدفا الفوز من ركلات ركنية نفذها بيكهام، أدت هذه التمريرات الحاسمة إلى جانب الأداء الرائع على مدار بقية الموسم إلى الفوز بجائزة أفضل لاعب في اوروبا و جائزة افضل لاعب خط وسط لعام 1999 كما احتل المركز الثاني خلف ريفالدو في جائزة الكرة الذهبية وجائزة أفضل لاعب في العالم من الفيفا لنفس العام.

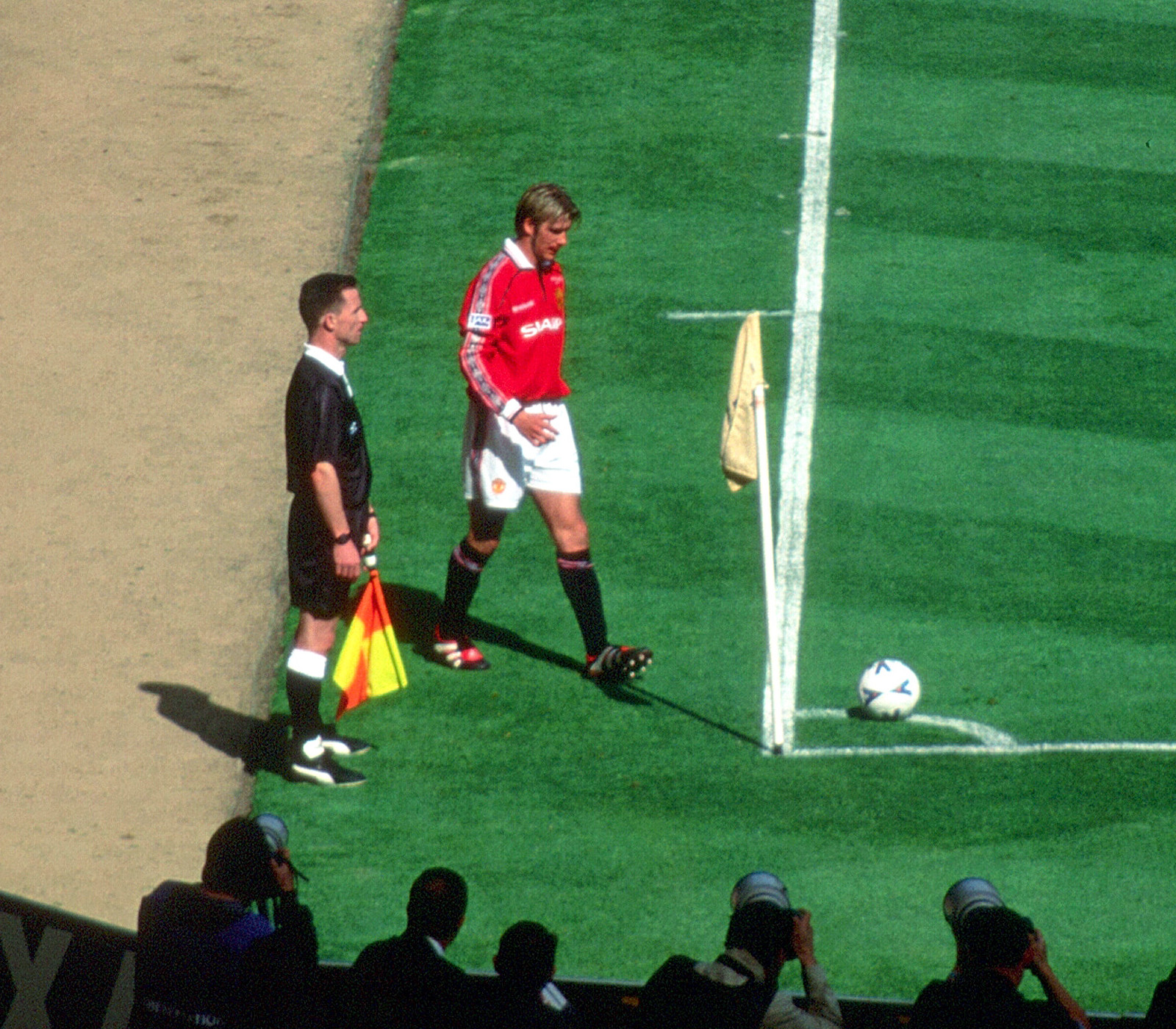
ديفيد بيكهام يستعد لتسديد ركلة ركنية خلال نهائي كأس الاتحاد الإنجليزي عام 1999 على ملعب ويمبلي.

في 10 أبريل 2002 ، أصيب بيكهام خلال مباراة في دوري أبطال أوروبا ضد ديبورتيفو لاكورونيا ، حيث كسر عظمة مشط القدم اليسرى. حالت الإصابة دون لعب بيكهام مع اليونايتد لبقية الموسم وفقدو لقب الدوري الممتاز لصالح آرسنال كما خرجوا من دوري أبطال أوروبا على يد باير ليفركوزن. على الرغم من انتهاء موسمه مبكرا بسبب الإصابة، فقد سجل 16 هدفًا وصنع 14.

### (2007-2003) ريال مدريد
مع اقتراب فترة انتقالات صيف 2003 ، بدا مانشستر يونايتد متحمسًا لبيع بيكهام إلى برشلونة، وأعلن لابورتا في مؤتمر صحفي انه توصل إلى اتفاق مع مانشستر يونايتد بشأن انتقال بيكهام ، لكن هذا الأخير رفض الانتقال الى برشلونة وذهب بدلاً من ذلك إلى ريال مدريد حامل لقب الدوري الإسباني ، مقابل 37 مليون يورو بعقد لمدة أربع سنوات. كان بيكهام آخر توقيع في عصر الغلاكتيكوس. جاء الخبر كضربة قاسية لرئيس برشلونة المنتخب حديثًا جوان لابورتا ، الذي بنى جزءًا كبيرًا من حملته الرئاسية على التعاقد مع بيكهام.
تم الكشف عن بيكهام أمام 500 صحفي معتمد من 25 دولة في قاعة كرة السلة التابعة للنادي، حيث حصل على القميص من لاعب ريال مدريد السابق ألفريدو دي ستيفانو. على الرغم من ارتداء بيكهام للقميص رقم سبعة مع مانشستر يونايتد وإنجلترا، وبسبب ارتداء لاعب ريال مدريد راؤول رقم 7 مع الفريق قرر بيكهام ارتداء القميص رقم 23 بسبب إعجابه بلاعب كرة السلة مايكل جوردان. صرح بعدها متحدث باسم أديداس: "ضع اسم بيكهام على أي منتج لريال مدريد ولن يتوقف النادي عن البيع".
في أواخر يوليو 2003، انطلق النادي في جولة الى شرق آسيا للاستفادة من جاذبية بيكهام التسويقية الهائلة في آسيا حيث يتمتع بشعبية كبيرة هناك. قارنت صحيفة ماركا استقباله لدى وصوله إلى مطار كونمينغ في جنوب الصين بحمى البيتلز ، وسميت هذه الجولة لاحقا "بيكهام-مانيا في الصين".
مع بداية موسم 2003-2004 ، فاز ريال مدريد بكأس السوبر الإسباني ضد ريال مايوركا حيث سجل بيكهام الهدف الثالث في المباراة. بعدها مباشرة في الجولة الأولى من الموسم ضد ريال بيتيس، لعب بيكهام كأساسي وسجل هدفًا ليشارك في فوز فريقه بنتيجة 2-1. أنهى بيكهام موسمه بواقع 24 مساهمة، 7 أهداف و 17 تمريرة حاسمة.
في موسم 2004-2005 لعب بيكهام واحدة من أفضل مواسمه مع النادي وفاز بجائزة "أفضل لاعب في الموسم في ريال مدريد" حيث احتل المركز الثالث في الدوري الإسباني من حيث عدد التمريرات الحاسمة.
في موسم 2005-2006 خرج ريال مدريد بموسم صفري للمرة الثانية على التوالي حيث احتل المركز الثاني في الدوري الاسباني واقصي من نصف نهائي كاس الملك، لكن على مستوى الارقام الفردية ف بيكهام استمر في تألقه حيث قدم 17 تمريرة حاسمة وسجل 5 أهداف.

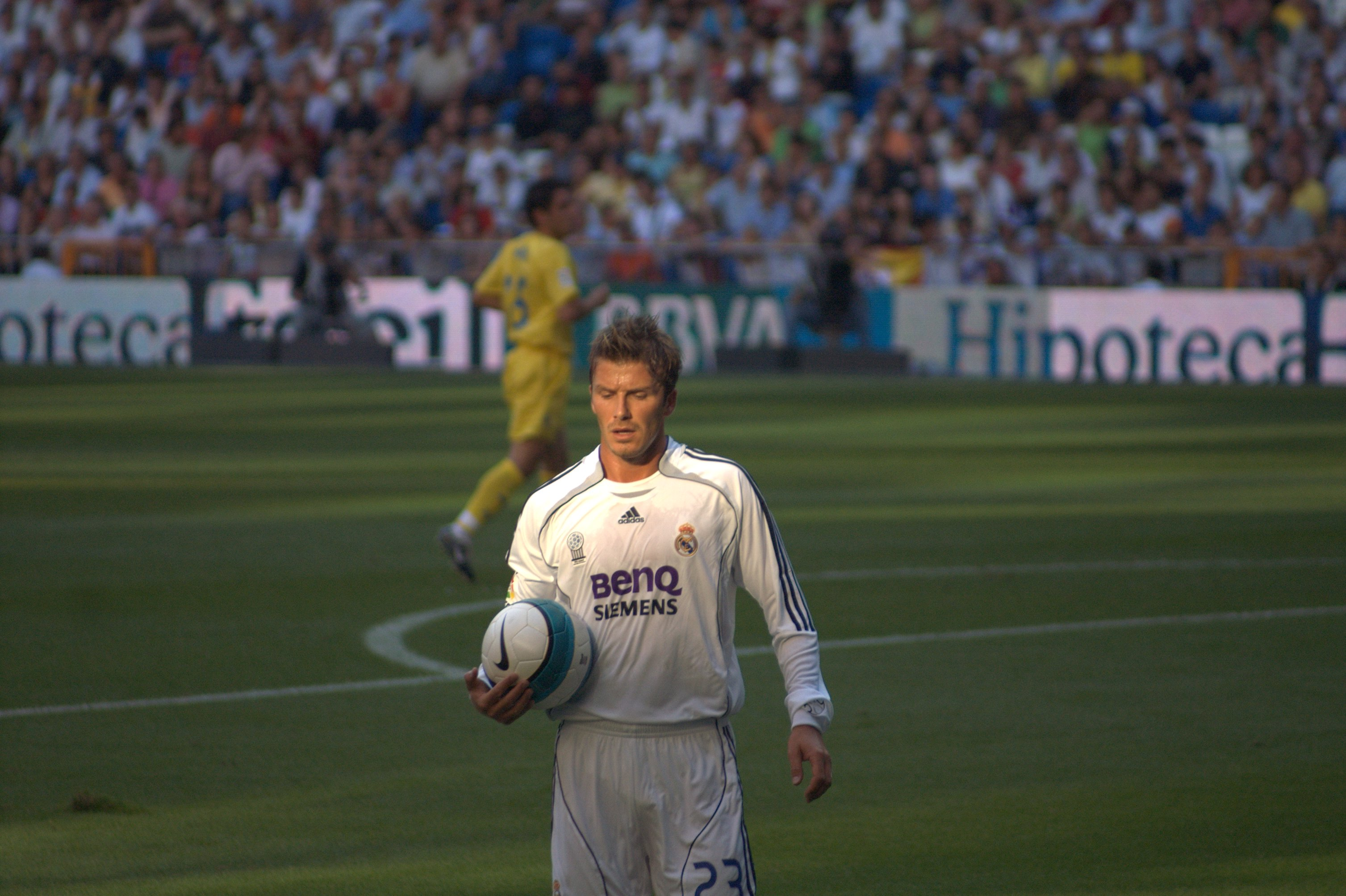
ديفيد بيكهام خلال موسمه الأخير مع ريال مدريد.

في صيف 2006 أصبح رامون كالديرون الرئيس الجديد لريال مدريد، فوقع مع المدرب فابيو كابيلو الذي أكد لبيكهام أنه سيعتمد عليه كجناح أيمن مكان المغادر لويس فيغو، إلا انه سرعان ما غير رأيه واعتمد على الجناح الآخر خوسيه أنطونيو رييس. في 10 يناير 2007 و بعد مفاوضات طويلة، أعلن المدير الرياضي لريال مدريد بريدراج مياتوفيتش إن عقد بيكهام لم يتم تجديده بعد. وللضغط على اللاعب من أجل تجديد عقده ارغمت ادارة النادي كابيلو لإجلاس بيكهام على مقاعد البدلاء، ليتحول الامر الى مشكل شخصي بين اللاعب والمدرب. ليصرح فابيو كابيلو في 13 يناير 2007، أن بيكهام لعب آخر مباراة له مع ريال مدريد ، على الرغم من أنه سمح له بالتدريب مع الفريق إلا أنه يشاهد المباريات من المدرجات.
بعد تصريح كابيلو بأيام أعلن بيكهام عن مفاجئة مدوية بانتقاله الى الدوري الامريكي عبر بوابة لوس انجلوس غالاكسي، وعلق رئيس ريال مدريد رامون كالديرون على ذلك بقوله "إن بيكهام سيذهب إلى هوليوود ليصبح نصف نجم سينمائي"، مضيفًا "لم يكن هناك فربق في العالم يريد بيكهام باستثناء لوس أنجلوس".
بعد مرور شهر، وعلى إثر تراجع نتائج الفريق وفقدانه الصدارة، سمح كابيلو لبيكهام بالعودة إلى الفريق لمباراة ريال سوسيداد التي أقيمت في 10 فبراير 2007. رد اللاعب على الفور على ثقة مدربه بإحراز هدف التعادل من ركلة حرة حيث حقق ريال مدريد في النهاية فوزًا بنتيجة 2-1. في ظهوره الأخير في دوري أبطال أوروبا مع النادي ضد بايرن ميونيخ، لعب بيكهام دورًا محوريًا في جميع أهداف مدريد الثلاثة، حيث وصف حارس مرمى بايرن ميونيخ أوليفر كان أداءه بأنه "من الطراز العالمي".
في المباراة الاخيرة من الموسم لعب بيكهام مباراته الأخيرة بقميص ريال مدريد، وانتهت بفوز النادي الملكي بنتيجة 3-1 و توج على اثره الريال باللقب وكانت هذه ثاني بطولة يحققها بيكهام منذ انضمامه إلى النادي.
بعد نهاية الموسم ومع استعادته مكانه في الفريق الأول ، أعلن ريال مدريد أنهم سيحاولون فسخ انتقاله إلى لوس أنجلوس غالاكسي لكنهم لم ينجحوا في النهاية. قبل عدة أسابيع من موعد وصول بيكهام إلى الولايات المتحدة ، اتصلت إدارة ريال مدريد بنادي لوس أنجلوس غالاكسي لاستعادة اللاعب، لكنهم قوبلوا بالرفض السريع.
بعد شهر من مغادرة بيكهام ريال مدريد، ذكرت مجلة فوربس أنه كان الطرف المسؤول بشكل أساسي عن الزيادة الهائلة التي حققها الفريق في مبيعات البضائع، والتي بلغت إجماليها 600 مليون دولار أمريكي خلال السنوات الأربع التي قضاها بيكهام في النادي.

### لوس انجلوس غالاكسي (2007-2012)
تصدر إعلان توقيع بيكهام مع النادي الأمريكي عناوين الأخبار العالمية وعزز مكانة الدوري، حيث حقق التوقيع مع بيكهام عوائد مالية فورية لفريق لوس أنجلوس غالاكسي حتى قبل وقت طويل من انضمام بيكهام إلى الفريق بفضل الضجة الإعلامية التي أحدثها. قال تيم ليويك الرئيس التنفيذي للشركة شركة إي إي جي "فجأة، أصبحنا معروفين كالشركة التي تمتلك الفريق الذي سيلعب فيه ديفيد بيكهام، لقد تغير عالمنا".
في الأشهر التي تلت الإعلان ، أصبحت البنود الإضافية لعقد بيكهام معروفة للعلن وكان أحدها حق شراء اي فريق في أي مدينة باستثناء مدينة نيويورك بسعر ثابت قدره 25 مليون دولار بعد اعتزاله كرة القدم. وكان البند الآخر هو بند الخروج بعد موسم 2009 ، مما يعني أن بيكهام كان حرًا في ترك النادي بعد الانتهاء من السنة الثالثة من عقده.

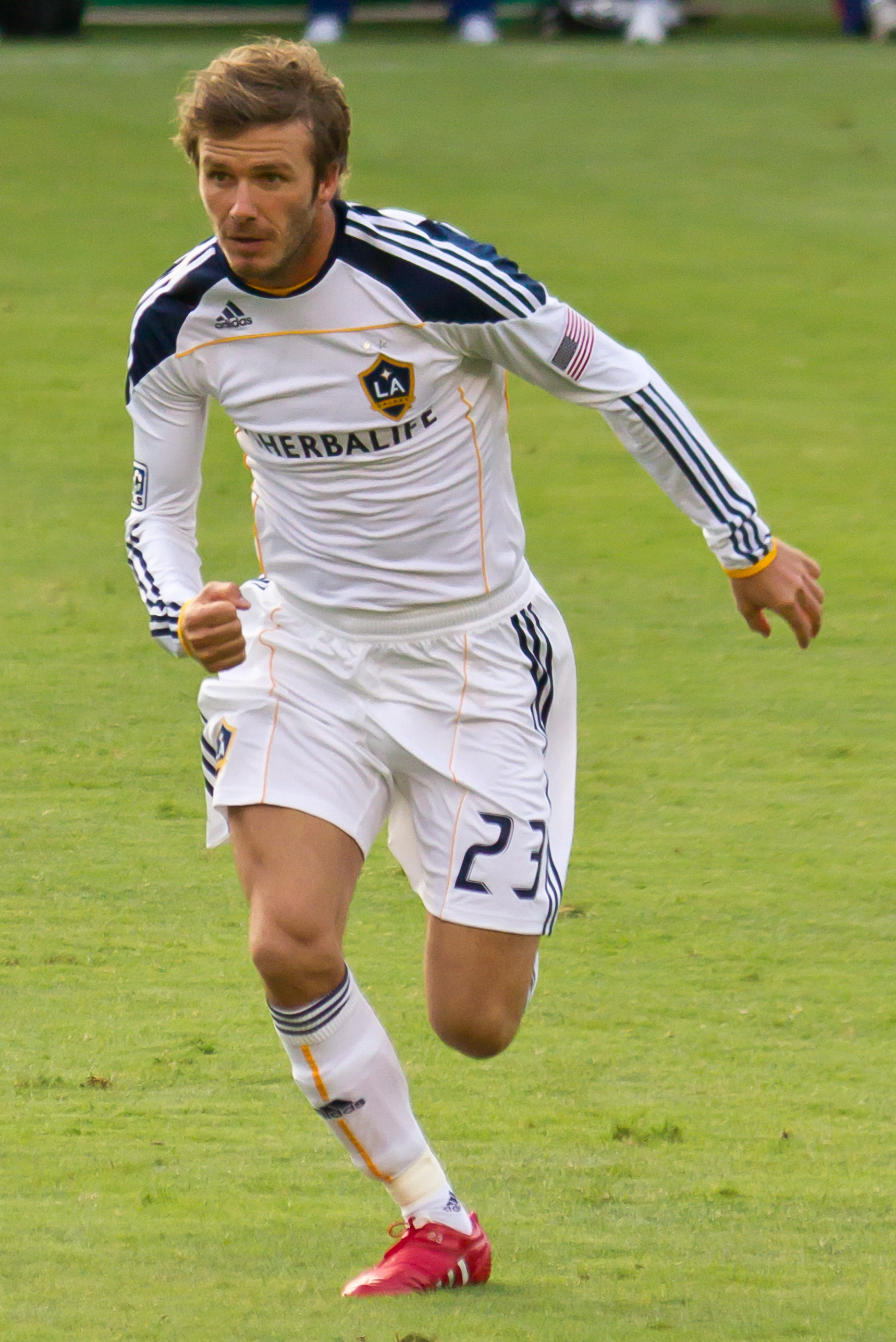
بيكهام مع لوس أنجلوس غالاكسي.

ظهر بيكهام لأول مرة مع غالاكسي ، حيث دخل في الدقيقة 78 من المباراة الودية التي خسرها 0-1 أمام تشيلسي. شاهد المباراة قائمة طويلة من المشاهير الهوليوديين تضم كتوم كروز ، وكايلي هولمز ، وإيفا لونغوريا ، وحاكم كاليفورنيا أرنولد شوارزنيغر ، ودرو كاري وآخرين.
في أول مباراة له كقائد للفريق، سجل هدفه الأول للفريق من ركلة حرة، كما قدم تمريرة حاسمة للاندون دونوفان في الشوط الثاني. وحجز مكانًا في نهائي سوبر ليغا في أمريكا الشمالية أمام باتشوكا. خلال النهائي ضد باتشوكا، أصيب بيكهام في ركبته اليمنى، وأظهرت الفحوصات انه سيضطر للغياب لمدة ستة أسابيع. ليصل إجمالي عدد مباريات موسمه الأول إلى ثماني مباريات سجل فيها هدفا واحدا وقدم ثلاث تمريرات حاسمة.
تدرب بيكهام مع آرسنال لمدة ثلاثة أسابيع ابتداءً من 4 يناير 2008 ، حتى عاد إلى غالاكسي للمشاركة في تدريبات ما قبل الموسم.  في المباراة امام كاونتي سيتي سجل بيكهام هدفًا على بعد 70 ياردة وهي المرة الثانية في مسيرة بيكهام التي يسجل فيها من نصف الملعب بعد هدف عام 1996 ضد ويمبلدون.

#### الإعارة الأولى إلى ميلان (2009)
أدى نجاح بيكهام في المنتخب الإنجليزي تحت قيادة فابيو كابيلو إلى تكهنات بأنه قد يعود إلى أوروبا للحفاظ على لياقته للمباريات التأهيلية لكأس العالم 2009. في أكتوبر 2008 ، أعلن ميلان أن بيكهام سينضم إليهم على سبيل الإعارة بدءًا من 7 يناير 2009.
خاض بيكهام أول ظهور رسمي له مع الروسونيري في الدوري الإيطالي كلاعب أساسي خارج أرضه أمام روما، حيث لعب 89 دقيقة. وقال مدرب الفريق كارلو انشيلوتي عن صاحب 33 عاما "على أرض الملعب، يرى بيكهام كل شيء قبل أي شخص آخر. رؤيته للملعب أفضل الآن مما كانت عليه خلال فترة وجوده في مانشستر. لقد أصبح أبطأ قليلا ولكن أقوى بكثير من الناحية التكتيكية والتقنية. إنه ذكي للغاية ويعمل بجد".

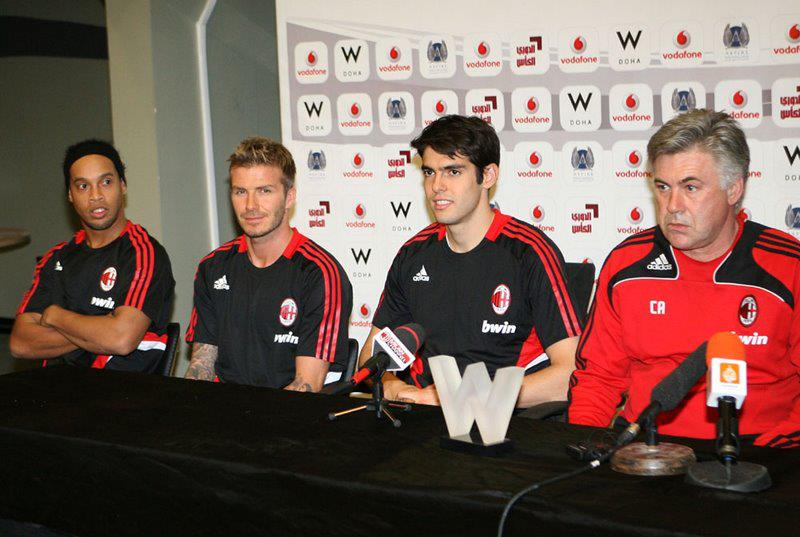
بيكهام رفقة كارلو انشيلوتي، كاكا، ورونالدينيو.

على الرغم من توقع عودة بيكهام إلى لوس أنجلوس في مارس ، بدأت الشائعات تنتشر بأن بيكهام سيستمر في ميلان ، وتم تأكيد الشائعات عندما صرح بيكهام بأنه يسعى إلى انتقال دائم إلى ميلانو في محاولة للحفاظ على مسيرته مع إنجلترا حتى كأس العالم 2010. ومع ذلك ، فشل ميلان في تلبية متطلبات لوس انجلوس والتي تتراوح بين 10 و 15 مليون دولار أمريكي. بقيَت المفاوضات قائمةً، وتم تمديد إعارة بيكهام حتى منتصف يوليو. وقد كشف اللاعب عما وصفه بصفقة "تقاسم وقت"، حيث سيلعب بيكهام مع لوس أنجلوس ابتداءً من منتصف يوليو وحتى نهاية موسم الدوري الأمريكي لعام 2009.

#### الرجوع الأول الى لوس انجلوس غالاكسي
رجع بيكهام الى لوس أنجلوس غالاكسي حيث حقق موسمًا أكثر نجاحًا بكثير مما كان عليه في السنوات السابقة ، حيث صعد الفريق من المركز الثالث إلى الأول خلال فترة بيكهام معهم وظل ركيزة أساسية في الفريق الذي فاز بنهائي المؤتمر الغربي عام 2009 بعد فوزه 2-0 على هيوستن دينامو. وتأهل الى نهائي كأس الدوري الأمريكي الذي خسره لوس أنجلوس غالاكسي أمام ريال سالت ليك 5-4 بركلات الترجيح.

#### الإعارة الثانية إلى ميلان (2010)
بعد نهاية موسم الدوري الأمريكي 2009، عاد بيكهام إلى ميلان لفترة إعارة ثانية تبدأ في يناير 2010. في مباراة ميلان ضد كييفو، أصيب بيكهام بتمزق في وتر العرقوب الأيسر، مما ابعده عن الملاعب لمدة 6 أشهر ما جعله يغيب عن كأس العالم 2010.

#### الرجوع الثاني إلى لوس انجلوس غالاكسي
بعد تعافيه من الإصابة في وتر العرقوب، عاد بيكهام الى فريقه لوس انجلوس حيث سجل في المباراة التي فاز فيها فريقه على إف سي دالاس مما ضمن لهم لقب المؤتمر الغربي الثاني على التوالي وأول درع أنصار الدوري الأمريكي منذ عام 2002.
في 2011 فاز جالاكسي بكأس الدوري الأمريكي و توج بدرع الانصار للمرة الثانية على التوالي. مع نهاية الموسم انتهى عقد بيكهام مع النادي. ارتبط اسم بيكهام بباريس سان جيرمان ، ولكن في النهاية أعلن جالاكسي أن بيكهام وقع عقدًا جديدًا لمدة عامين مع النادي.
أعلن بيكهام أن نهائي كأس الدوري الأمريكي لعام 2012 ستكون مباراته الأخيرة مع جالاكسي على الرغم من بقاء عام آخر في عقده.

### باريس سان جيرمان (2013)
على الرغم من بلوغه سن 37 إلا أن اللاعب أعلن أنه لا ينوي الاعتزال، ففي يناير 2013 وقبل انتهاء سوق الانتقالات الشتوية وقع بيكهام عقدًا لمدة 6 أشهر مع باريس سان جيرمان، وأكد أنه سيتم التبرع براتبه بالكامل خلال فترة وجوده في باريس لمؤسسة خيرية للأطفال. في نهاية الموسم توج بيكهام بلقب الدوري الفرنسي، ولعب مباراته الأخيرة أمام بريست وتم استبداله في الدقيقة 80 حيث تلقى عناقًا من زملائه في الفريق والمدرب ، بالإضافة إلى تصفيق حار من الجماهير.

## مسيرته مع المنتخب
لعب ديفيد بيكهام مباراته الأولى مع إنجلترا يوم 1 سبتمبر 1996 في تصفيات كأس العالم ضد مولدوفا. وكان ضمن التشكيلة النهائية المكونة من 23 لاعباً للبطولة في فرنسا. لكن المدرب غلين هودل اتهمه علنا بعدم التركيز على البطولة، ونتيجة لذلك لم يشارك كأساسي في أول مباراتين لإنجلترا. إلا أنه شارك أساسيا في المباراة الثالثة ضد كولومبيا وسجل هدفاً رائعاً من ركلة حرة مباشرة ليحقق الفوز 2-0، وكان هذا أول أهدافه مع منتخب إنجلترا.
وفي الدور الثاني من تلك البطولة، حصل على بطاقة حمراء في مباراة إنجلترا ضد الأرجنتين. تعرض بيكهام لخطأ من دييغو سيميوني، لكنه رد بركلة على ساق سيميوني فسقط هذا الأخير على الأرض. اعترف سيميوني لاحقًا بأنه حاول طرد بيكهام من خلال المبالغة في السقوط، ثم قام هو وزملاؤه في الفريق بالضغط على الحكم لطرد بيكهام. خرجت إنجلترا من البطولة ووجه العديد من المشجعين والصحفيين اللوم على بيكهام في خروج إنجلترا، وأصبح هدفًا للانتقادات والإساءة، بما في ذلك تعليق دمية مشنوقة له في احد شوارع لندن، ونشرت صحيفة ديلي ميرور لوحة سهام تحمل صورته في الوسط. كما تلقى أيضًا تهديدات بالقتل بعد كأس العالم.
بلغت الإساءة التي تعرض لها بيكهام من الجماهير الإنجليزية ذروتها خلال خسارة إنجلترا 3-2 أمام البرتغال في بطولة يورو 2000، وهي المباراة التي صنع فيها بيكهام هدفين، حيث قامت مجموعة من مشجعي إنجلترا باستفزازه طوال المباراة. رد بيكهام برفع إصبعه الأوسط، ورغم أن هذه الإشارة أثارت بعض الانتقادات إلا أن العديد من الصحف التي كانت تشجع على التشهير به سابقًا طلبت من قرائها التوقف عن إساءة معاملته.
لعب بيكهام دورًا رئيسيًا في مساعدة إنجلترا على التأهل إلى كأس العالم 2002، حيث تألق خلال الفوز  5-1 على ألمانيا في ميونيخ. جاءت الخطوة المهمة في تحول بيكهام من شرير إلى بطل وطني في مباراة إنجلترا الأخيرة في التصفيات ضد اليونان حيث سجل بيكهام هدف تأهل إنجلترا بركلة حرة مميزة. تم التصويت على بيكهام كالشخصية الرياضية للعام من قبل بي بي سي لعام 2001، وحصل على المركز الثاني بعد لويس فيغو في جائزة أفضل لاعب في العالم المقدمة من الفيفا.
شارك بيكهام بشكل أساسي في كأس العالم 2002 التي أقيمت في كوريا الجنوبية واليابان. حقق بيكهام بعض الثأر أمام الأرجنتين بتسجيله هدف الفوز من ركلة جزاء.

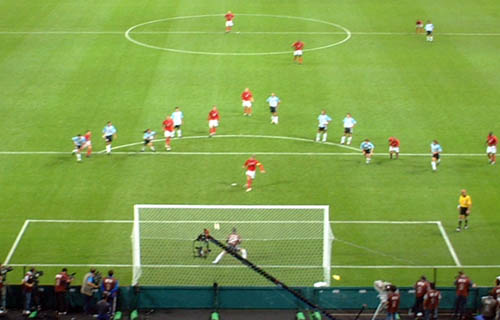
ديفيد بيكهام اثناء تسجيله ركلة جزاء في مرمى الأرجنتين في كأس العالم 2002

لعب بيكهام في جميع مباريات إنجلترا في بطولة يورو 2004. أهدر ركلة جزاء أمام فرنسا وأضاع ركلة أخرى خلال ركلات الترجيح في مباراة ربع النهائي ضد البرتغال.
في المباراة الافتتاحية لإنجلترا في كأس العالم 2006 ضد الباراغواي أدت الركلة الحرة التي نفذها بيكهام إلى هدف عكسي سجله كارلوس غامارا لتفوز إنجلترا 1-0. في المباراة التالية  ضد ترينيداد وتوباغو قدم بيكهام تمريرتين حاسمتين وتم اختياره كأفضل لاعب في المباراة.
خلال مباراة الدور الثاني ضد الإكوادور، سجل بيكهام من ركلة حرة ليصبح أول لاعب إنجليزي يسجل في ثلاث نسخ لكأس عالم، ويمنح إنجلترا الفوز 1-0 والتأهل إلى ربع النهائي. في ربع النهائي ضد البرتغال، تم استبدال بيكهام بعد إصابة تعرض لها في الشوط الأول وخسر المنتخب الإنجليزي المباراة.

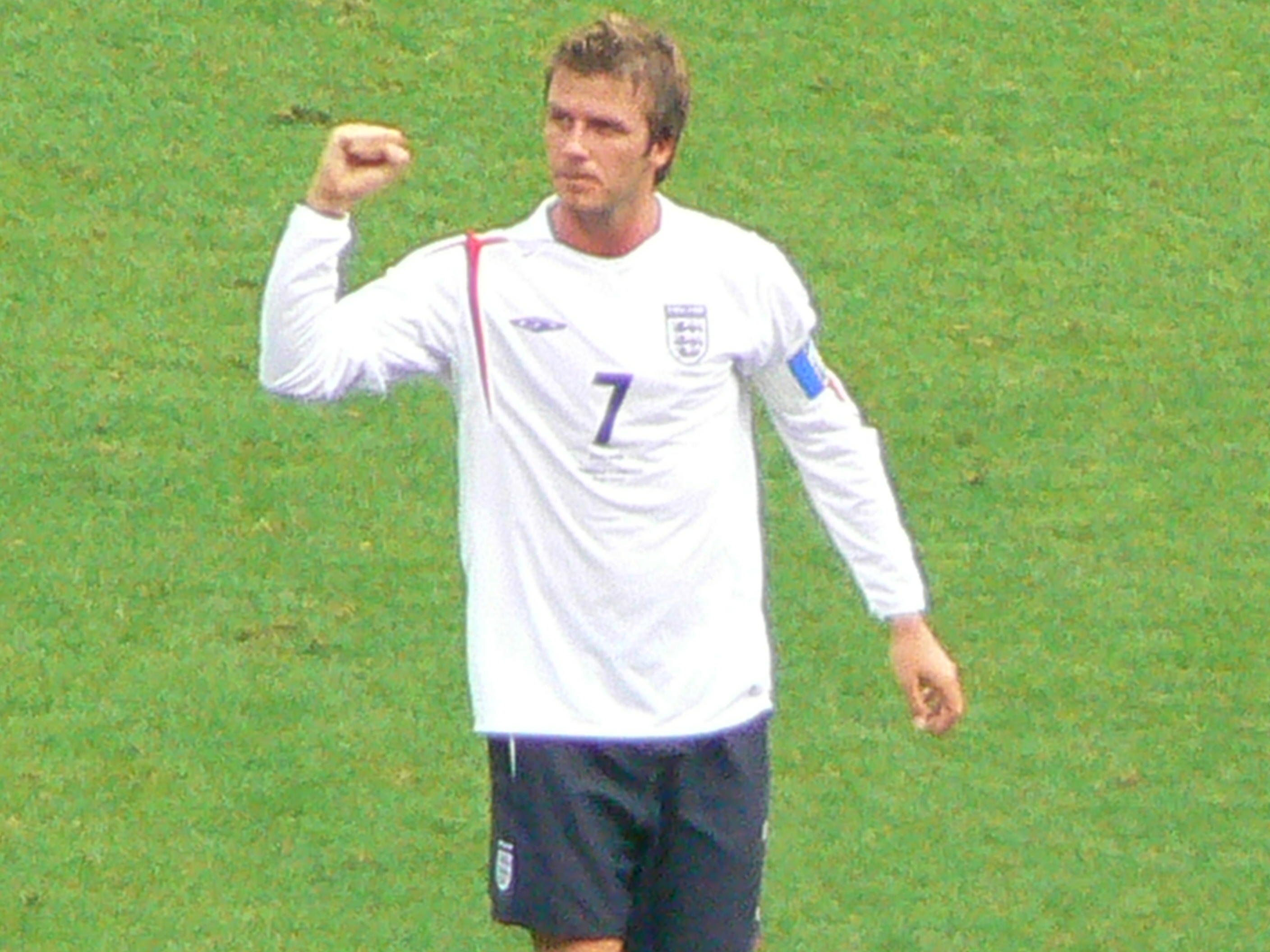
ديفيد بيكهام خلال مباراة في كاس العالم 2006

بعد يوم واحد من خروج إنجلترا من كأس العالم، قال بيكهام في مؤتمر صحفي بأنه تنازل عن شارة قيادة منتخب إنجلترا للاعب اخر سيختاره المدرب. بعد تنحيه عن القيادة بعد كأس العالم، تم استبعاد بيكهام تمامًا من منتخب إنجلترا من قبل المدرب الجديد ستيف ماكلارين.
في 26 مايو 2007، أعلن ماكلارين أنه ستتم إعادة بيكهام إلى تشكيلة إنجلترا لأول مرة منذ تنحيه عن قيادة الفريق. بدأ بيكهام المباراة ضد البرازيل في أول مباراة لإنجلترا على ملعب ويمبلي الجديد وقدّم أداءً إيجابيًا حيث صنع هدف إنجلترا الذي سجله القائد جون تيري.
في 22 أغسطس 2007، لعب بيكهام مباراة ودية مع إنجلترا ضد ألمانيا، ليصبح أول لاعب يلعب مع إنجلترا وهو يلعب لفريق غير أوروبي.  فشل منتخب إنجلترا في التأهل إلى نهائيات يورو 2008. وعلى الرغم من ذلك، قال بيكهام إنه ليس لديه أي خطط للاعتزال دولبا وأنه يريد الاستمرار في اللعب مع المنتخب الوطني. تم استبعاده من قبل مدرب إنجلترا الجديد ومدرب بيكهام السابق في ريال مدريد فابيو كابيلو، لمباراة ودية ضد سويسرا والتي كانت ستمنحه مباراته المئة.
في 20 مارس 2008، استدعى كابيلو بيكهام إلى تشكيلة إنجلترا لمباراة ودية ضد فرنسا. ألمح كابيلو إلى أن بيكهام يدخل ضمن مخططه في فريقه. وفي خطوة مفاجئة، منح كابيلو بيكهام قيادة منتخب إنجلترا لمباراة ودية ضد ترينيداد وتوباغو. كانت المباراة هي المرة الأولى منذ كأس العالم 2006 التي يتولى فيها بيكهام قيادة إنجلترا ويمثل تحولًا كبيرًا بالنسبة للاعب في غضون عامين، تحول من الاستبعاد تمامًا من تشكيلة إنجلترا إلى العودة كقائد للمنتخب.
خلال تصفيات كأس العالم 2010 ضد بيلاروسيا، دخل بيكهام كبديل ليحصل على مباراته رقم 107 ليصبح ثالث أكثر لاعبي إنجلترا مشاركة في تاريخه متجاوزًا بوبي تشارلتون. بشكل عام، خاض بيكهام 16 مباراة من أصل 20 مباراة لإنجلترا تحت قيادة كابيلو حتى أصيب بتمزق في وتر العرقوب في مارس 2010 مما أدى إلى غيابه عن كأس العالم 2010 في جنوب إفريقيا.
انضم بيكهام الى الطاقم الفني لمنتخب انجلترا في كأس العالم 2010 كمساعد للمدرب حيث استنجد به المدرب الايطالي فابيو كابيلو للاستفادة من خبرته كقائد منتخب انجلترا. بعد الأداء الضعيف من إنجلترا في كأس العالم، بقي كابيلو كمدير فني لكنه كان تحت الضغط لتجديد تشكيلة منتخب إنجلترا لتصفيات كأس الأمم الأوروبية 2012 وقال كابيلو عن احتمال أن يلعب بيكهام البالغ من العمر 35 عامًا مع المنتخب "أنا بحاجة إلى تغيير ذلك. ديفيد لاعب رائع ولكن أعتقد أننا بحاجة إلى لاعبين جدد للمستقبل". ردًا على ذلك، أصدر وكيل اعمال بيكهام بيانًا أكد فيه موقف بيكهام بأنه لن يعتزل دوليا ما دام يلعب الكرة، وسيجعل نفسه دائمًا متاحًا إذا احتاجه المنتخب.

## أسلوب لعبه
اشتهر ديفيد بيكهام خلال مسيرته الكروية بإتقانه الرائع للركلات الحرة، حيث يحتل اعتبارًا من سبتمبر 2023 المركز الخامس بالتساوي مع ليونيل ميسي في قائمة أفضل مسجلي الركلات الحرة في التاريخ برصيد 65 هدفًا. بالاضافة الى ذلك يتميز بدقة تمريراته، ورؤيته الثاقبة للملعب، وإجادته للكرات العرضية، وهي الخصائص التي جعلته يتميز عن باقي لاعبي جيله. على الرغم من قلة سرعته، يفضّل بيكهام التغلب على المنافسين من خلال تحركاته وتمريراته بدلاً من المراوغة المباشرة.
إلى جانب لعبه في مركز الجناح الأيمن، اهله ذكائه الفني ومرونته التكتيكية لشغل عدة مراكز في خط الوسط. فمع انتقاله إلى ريال مدريد، وظفه المدربون بشكل أكبر في عمق وسط الملعب مستفيدين من قدراته التنظيمية وبناء الهجمات وكذا حسن سيطرته على الكرة وخلق المساحات لنفسه ولزملائه كما أدى أدواراً كصانع العاب وهمي في أوقات متفرقة خلال مسيرته الكروية، وذلك إدراكًا منه للتغيرات البدنية التي تصاحب التقدم في السن.

## أنشطته المتعلقة بكرة القدم
في 5 فبراير 2014، أعلن الدوري الأمريكي لكرة القدم (MLS) أن ديفيد بيكهام قد استخدم حق تأسيس فريق جديد في الدوري مقابل 25 مليون دولار، وهي جزء من عقده الذي وقعه مع لوس أنجلوس غالاكسي في عام 2007. كانت المجموعة المالكة التي يقودها بيكهام  تأمل أن يبدأ فريق انتر ميامي اللعب في عام 2016 أو 2017. ولكن بعد تأخير في إتمام صفقة بناء الملعب ، أعلن الدوري الأمريكي لكرة القدم في يناير 2018 الموافقة على تأسيس الفريق. منذ أن بدأ اللعب في الدوري الامريكي موسم 2020، تعاقد بيكهام مع العديد من اللاعبين البارزين مثل بليز ماتويدي، غونزالو هيغواين، سيرجيو بوسكيتس، جوردي ألبا، ليونيل ميسي، ولويس سواريز.
في يناير 2019 ، تم الإعلان عن انضمام ديفيد بيكهام الى ملكية نادي سالفورد سيتي الناشط في الدرجة الثانية الإنجليزي، وذلك من خلال الاستحواذ على 10٪ من حصة النادي التي كان يملكها سابقًا بيتر ليم. وكان إتمام الصفقة مشروطًا بموافقة الاتحاد الإنجليزي لكرة القدم. وفي 31 يناير، أعلن النادي عن موافقة الاتحاد الإنجليزي على تولي بيكهام منصب مدير في النادي.

## حياته الخاصة
تعرف بيكهام على فيكتوريا آدامز سنة 1997 بعد حضورها مباراة مانشستر يونايتد. كانت فيكتوريا معروفة باسم "Posh Spice" في فرقة البوب سبايس غيرلز. فبعد خروج علاقتهما الى العلن أطلق عليهم الإعلام لقب بوش وبيكس.
تزوج الثنائي سنة 1999 في قلعة لاترستاون بأيرلندا. تم إبعاد وسائل الإعلام عن الحفل، حيث عقد آل بيكهام صفقة خاصة مع مجلة OK! تتمثل في بيع صور الحفل حصريا لهم، وقدرت تكلفت الحفل ب 500 ألف جنيه إسترليني.
لدى ديفيد وفيكتوريا أربعة أبناء هم بروكلين، روميو، كروز وهاربر.

## أسباب اختيار بيكهام لأرقامه 7 و23
عندما احترف بيكهام مع مانشستر يونايتد اختار الرقم 10 بدلاً من 7 الذي كان يشغله قائد الفريق، آنذاك اريك كانتونا وعند اعتزاله ارتدى بيكهام القميص رقم 7 بسبب توافق هذا الرقم مع عدد حروف اسمه BECKHAM، وقد كان الرقم المفضل لديه، لكن عندما انتقل للريال كان الرقم 7 يشغله راؤول وكان بيكهام قريب من اتخاذ الرقم 77، لكنّه فضل الرقم 23 إعجاباً بأسطورة كرة السلة الأمريكية مايكل جوردان
لكن البعض رجّح ذلك لعدة أسباب
- ولادة ابنه الأكبر بروكلين عندما دخل بيكهام عامه الثالث والعشرين
- أول ظهور له مع المان يونايتد كان في 23 من سبتمبر 1992
- الهدف الذي سجله ضد اليونان وأهل منتخب بلاده إلى كأس العالم كان على بعد 23 ياردة.
- إعجاب اللاعب الإنجليزي بيكهام بأسطورة كرة السلة الأمريكية مايكل جوردان الذي يحمل الرقم 23.

## الإنجازات

### مع مانشستر يونايتد[111]
- بطولة الدوري مواسم (1995-96، 1996-97، 1998-99، 1999-2000 ,2000-01، 2002-03)
- كأس الاتحاد الإنجليزي سنوات 1996، 1999
- دوري أبطال أوروبا 1999
- كأس الإنتركونتيننتال سنة 1999
- الدرع الخيرية سنوات 1993، 1994، 1996، 1997
- كأس الاتحاد الإنجليزي للشباب سنة 1992

### مع لوس انجلوس غالاكسي[111]
- كأس الدوري الأمريكي سنوات 2011، 2012
- درع الانصار سنوات 2010، 2011

### مع ريال مدريد

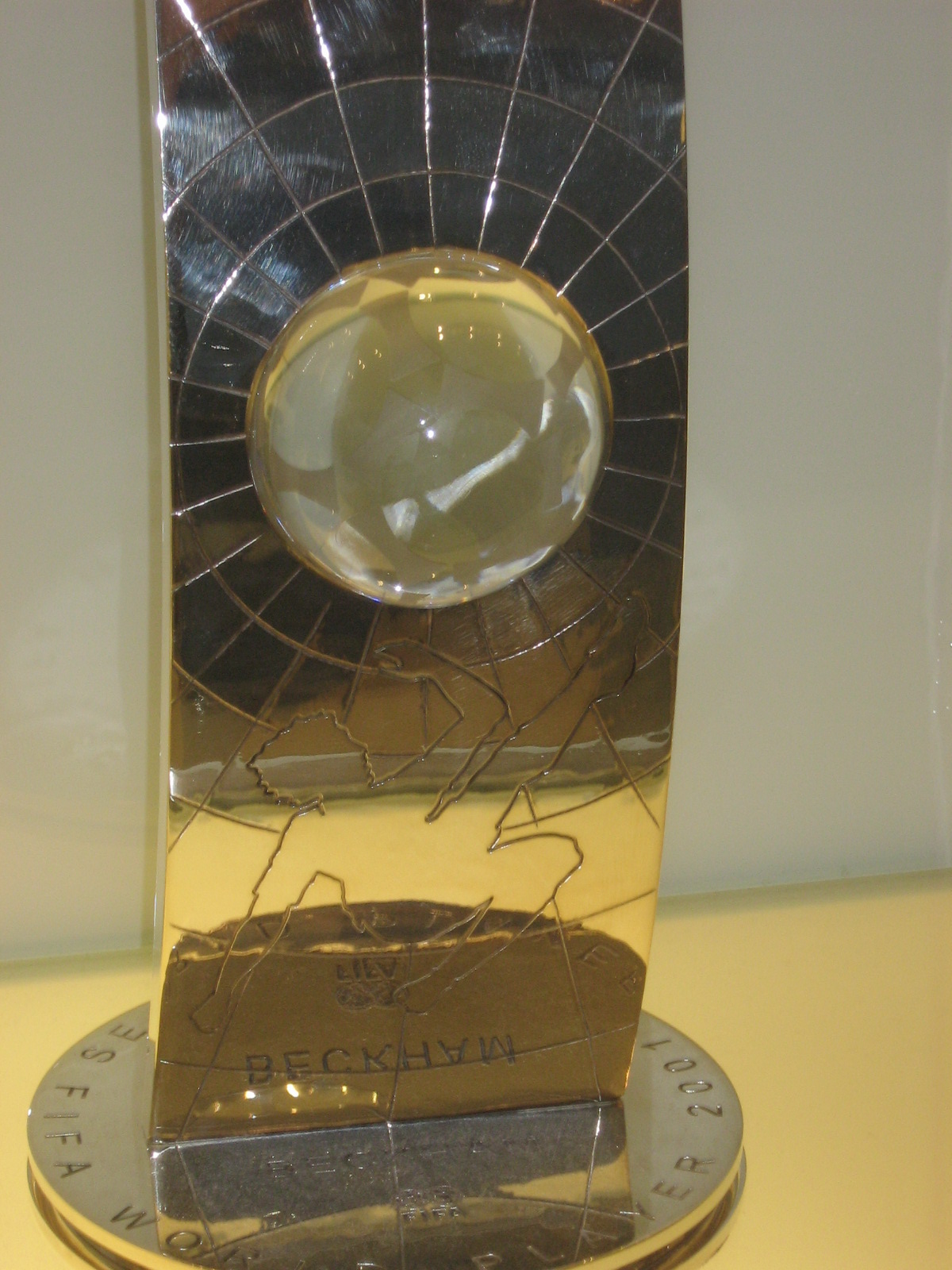
جائزة ثاني أفضل لاعب في العالم المقدمة من الفيفا التي توج بيها بيكهام عام 2001

### مع باريس سان جيرمان[111]
- الدوري الفرنسي موسم 2012-13

### مع ريال مدريد[111]
- كاس السوبر الإسباني سنة 2003
- الدوري الإسباني موسم 2006-07

### الجوائز الفردية
- اكثر مرر حاسم في الدوري الانجليزي مواسم 1997/98، 1999/2000، 2000/01[112]
- المركز الثاني في جائزة أفضل لاعب في العالم 1999، 2001 (الجائزة الفضية)[8]
- تشكيلة السنة من الويفا سنوات 2001، 2003
- تشكيلة السنة للدوري الانجليزي مواسم 1996/97، 1997/98، 1998/99، 1999/2000
- افضل لاعب شاب موسم 96\97[113]
- جائزة السير مات بوسبي للاعب السنة في مانشستر يونايتد موسم 96\97
- افضل لاعب في أوروبا لسنة 1999.
- افضل لاعب خط وسط في أوروبا لسنة 1999.
- جائزة اتحاد وسائل الاعلام الأوروبية فريق العام في 1998–99
- لاعب السنة عام 2001 من الـ BBC
- في قائمة أفضل 100 لاعب من الفيفا
- وسام الامبراطورية البريطانية برتبة ضابط عام 2003
- افضل لاعب في ريال مدريد موسم 2005/2006
- تشكيلة العقد في الدوري الانجليزي (1993 الى 2003)[4]
- هدف العقد في الدوري الانجليزي ضد ويمبلدون.[114]
- جائزة إسبي لأفضل لاعب في الدوري الأمريكي لكرة القدم: 2008، 2012.[115]
- قاعة مشاهير كرة القدم الإنجليزية 2008.[116]
- قاعة مشاهير الدوري الإنجليزي الممتاز 2021[117]
- فريق العقد في رابطة اللاعبين المحترفين الإنجليزية (1997-2007)
- أساطير الاتحاد الدولي لتاريخ وإحصائيات كرة القدم (IFFHS).[118]
- جائزة رئيس الاتحاد الأوروبي لكرة القدم 2018.[119]
- قاعة مشاهير نادي ميلان الإيطالي.

### الأرقام القياسية
أول لاعب إنجليزي يفوز بألقاب الدوري في أربع دول (إنجلترا، إسبانيا، الولايات المتحدة، فرنسا).
أول لاعب إنجليزي يسجل في ثلاث بطولات كأس العالم لكرة القدم. (1998، 2002، 2006).
أول لاعب كرة قدم بريطاني يلعب 100 مباراة في دوري أبطال أوروبا.
أكثر مسجل للركلات الحرة في تاريخ الدوري الإنجليزي الممتاز: 18.
أكثر مسجل للركلات الحرة في موسم واحد الدوري الإنجليزي الممتاز: 5 في موسم 2000-2001.

## وصلات خارجية
- ديفيد بيكهام على موقع IMDb (الإنجليزية)
- ديفيد بيكهام على موقع الموسوعة البريطانية (الإنجليزية)
- ديفيد بيكهام على موقع ألو سيني (الفرنسية)
- ديفيد بيكهام على موقع ميوزك برينز (الإنجليزية)
- ديفيد بيكهام على موقع أول موفي (الإنجليزية)
- ديفيد بيكهام على موقع إن إن دي بي (الإنجليزية)
- ديفيد بيكهام على موقع ديسكوغز (الإنجليزية)
- ديفيد بيكهام على موقع قاعدة بيانات الفيلم (الإنجليزية)
- ديفيد بيكهام على موقع كينوبويسك (الروسية)
- ديفيد بيكهام على موقع الاتحاد الدولي (مؤرشف)  (الإنجليزية)
- ديفيد بيكهام على موقع الاتحاد الأوربي (الإنجليزية)
- ديفيد بيكهام على موقع الدوري الأمريكي (الإنجليزية)
- ديفيد بيكهام على موقع إي إس بي إن إف سي (الإنجليزية)
- ديفيد بيكهام على موقع قاعدة بيانات كرة القدم.إي يو (الإنجليزية)
- ديفيد بيكهام على موقع ليكيب (الفرنسية)
- ديفيد بيكهام على موقع ناشيونال فوتبول تيمز (الإنجليزية)
- ديفيد بيكهام على موقع Soccerbase.com (لاعب) (الإنجليزية)
- ديفيد بيكهام على موقع Soccerway.com (الإنجليزية)
- ديفيد بيكهام على موقع عالم كرة القدم.نت (الإنجليزية)
- الموقع الرسمي
- The David Beckham Academy نسخة محفوظة 25 مارس 2010 على موقع واي باك مشين.